# Шерне (Терамо)
Шерне (итал. Scerne) је насеље у Италији у округу Терамо, региону Абруцо.
Према процени из 2011. у насељу је живело 1982 становника. Насеље се налази на надморској висини од 5 м.